# 신요코하마 공원

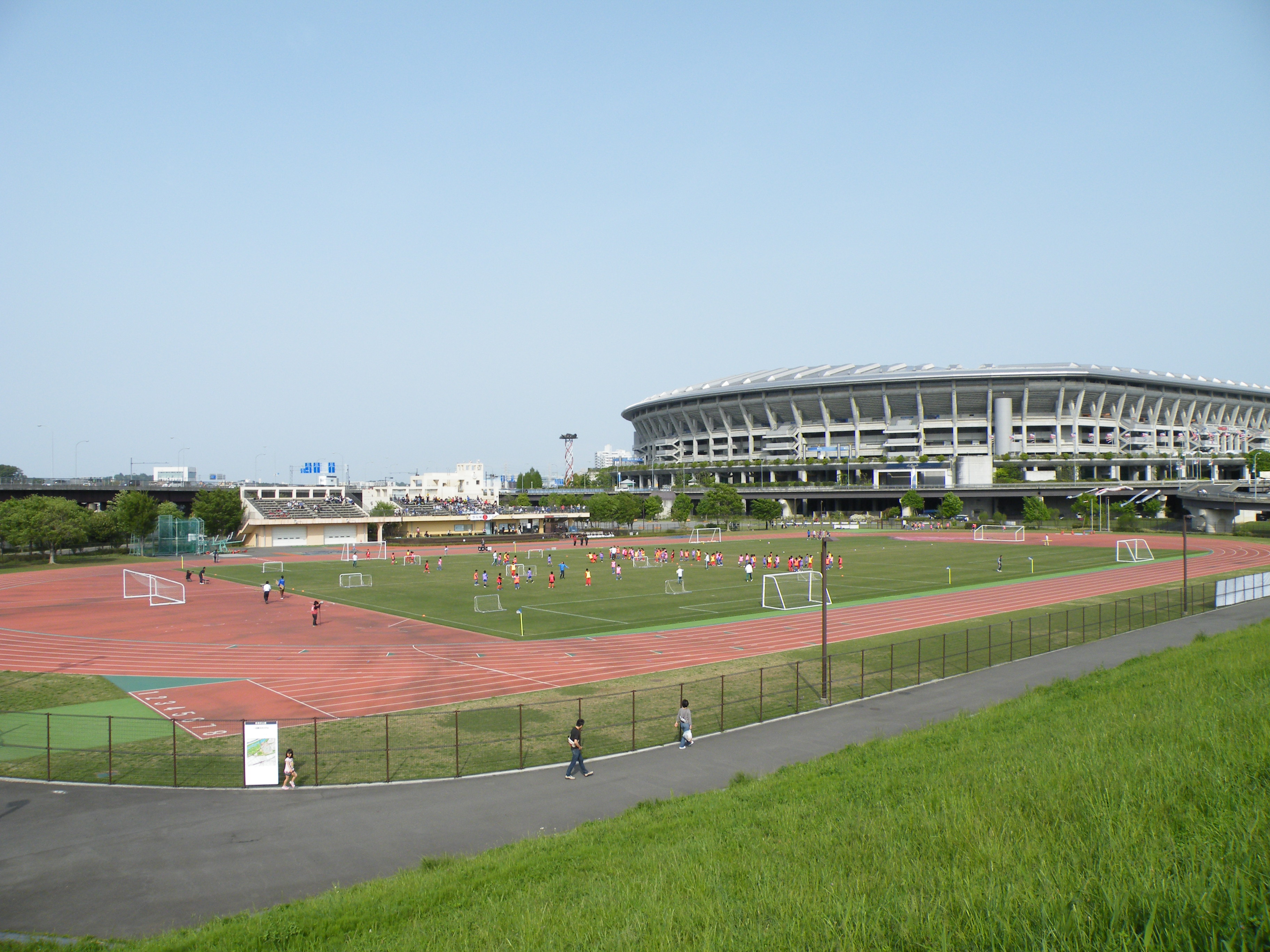
신요코하마 공원과 닛산 스타디움

신요코하마 공원(일본어: 新横浜公園 신요코하마코엔[*])는 요코하마시 고호쿠구에 위치한 체육 공원이다.